# Danny Steinmann
 (avril 2012).
Si vous disposez d'ouvrages ou d'articles de référence ou si vous connaissez des sites web de qualité traitant du thème abordé ici, merci de compléter l'article en donnant les références utiles à sa vérifiabilité et en les liant à la section « Notes et références ».
Pour les articles homonymes, voir Steinmann.
Danny Steinmann, né le 7 janvier 1942 à New York et mort le 18 décembre 2012, est un auteur, producteur et réalisateur américain. Il est le fils du collectionneur d'art Herbert Steinmann. 

## Biographie
Il a d'abord joué dans plusieurs films tels que Le bâtiment à plusieurs étages, sous le pseudonyme de Danny Stone. Il a été à la tête d'une société de production à Porto Rico, avant de réaliser et de coécrire son premier film, qui n'aura que très peu de succès au box-office, The Unseen ou Les secrets de l'invisible, un très troublant film basé sur la psychologie. Peu satisfait du final de son film, Steinmann exploite le pseudonyme de Peter Foleg lorsqu'il réalise en 1983 Les rues de l'enfer avec l'actrice Linda Blair. le film est basé sur ses thèmes favoris : la lutte pour la survie, la drogue et la violence. ce n'est que peu de temps après un relatif contentement que Steinmann décide de tenter un gros pari; faire revivre Jason de Vendredi 13, censé être mort à la fin du chapitre IV: Le chapitre final. Steinmann décide d'entrer en scène et réalise un coup de poker. L'idée de départ était de faire revivre la série sous une nouvelle forme, dans ce chapitre V: Une nouvelle terreur. mais malheureusement pour lui, ni la critique ni le box-office ne lui sont favorables et l'échec est tel qu'il se retire du monde du cinéma et de la réalisation. 

## Filmographie
- 1977 : Spectre
- 1980 : Les Secrets de l'invisible
- 1984 : Les Rues de l'enfer
- 1985 : Vendredi 13, chapitre V : Une nouvelle terreur